# A Tragédia de Macbeth
The Tragedy of Macbeth (bra/prt: A Tragédia de Macbeth) é um filme estadunidense de 2021, escrito e dirigido por Joel Coen, baseado na peça de mesmo nome de William Shakespeare. O filme é estrelado por Denzel Washington e Frances McDormand.

## Elenco
- Denzel Washington como Lord Macbeth
- Frances McDormand como Lady Macbeth
- Brendan Gleeson como King Duncan
- Corey Hawkins como Macduff
- Moses Ingram como Lady Macduff
- Harry Melling como Malcolm
- Ralph Ineson como O Capitão
- Brian Thompson como Murderer jovem
- Sean Patrick Thomas como Monteith
- Lucas Barker como Fleance
- Kathryn Hunter como As Bruxas
- Alex Hassell como Ross
- Stephen Root